# Theodor Distel
Ernst August Theodor Distel (* 8. Januar 1849 in Hainichen; † 29. Juli 1912 in Blasewitz) war ein deutscher Jurist und Archivar.

## Leben

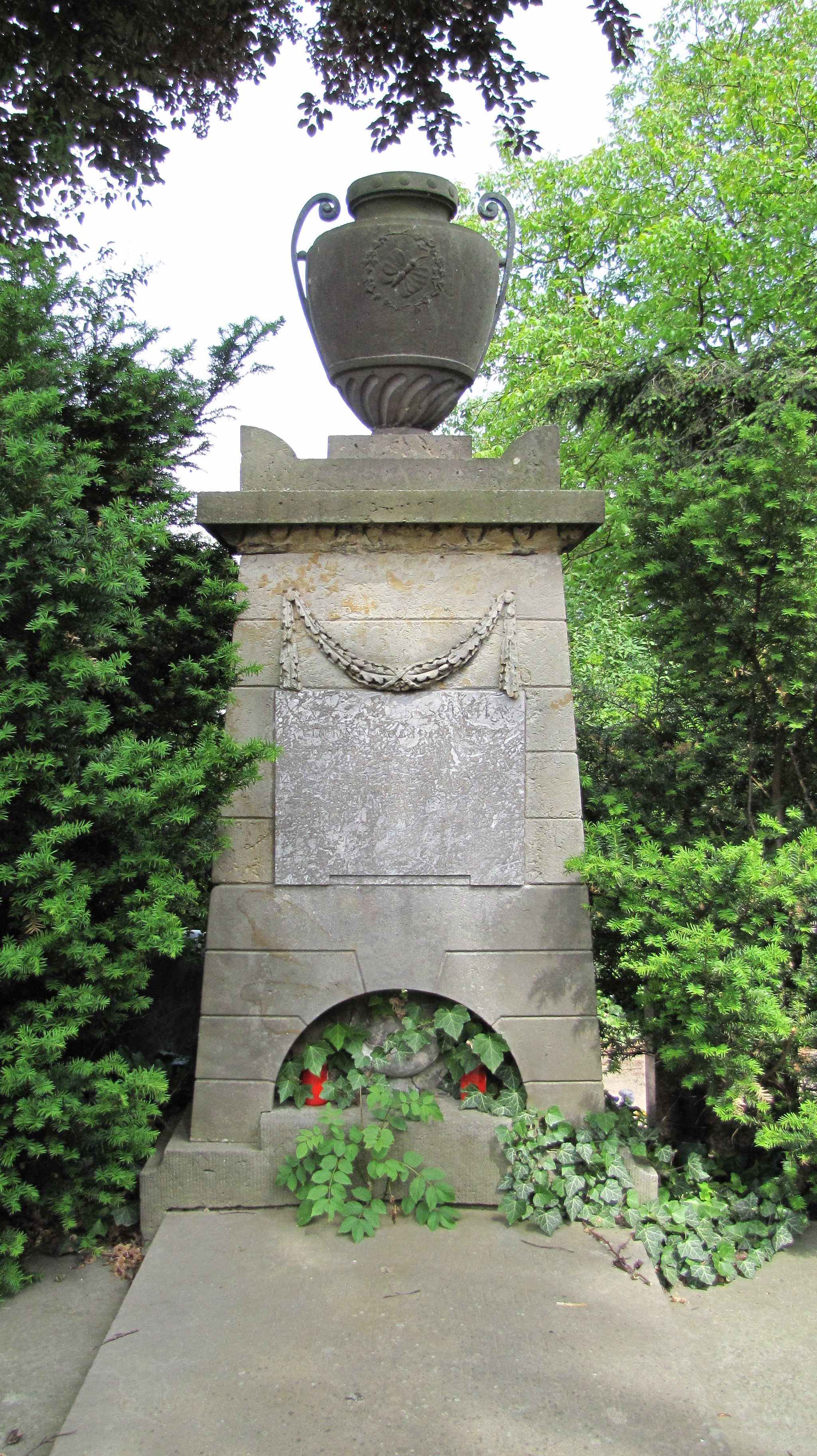
Distels letzte Ruhestätte im Familiengrab Souchay auf dem Friedhof der St.-Jürgen-Kapelle in Lübeck

Theodor Distel studierte Rechtswissenschaften an der Universität Leipzig und wurde zum Dr. jur. promoviert. Das Studienumfeld in Leipzig und die Persönlichkeit Distels beschreibt sein Kommilitone Carl von Ledebur in seinem Tagebuch 

„Abends nach dem Theater trafen Prinz Günther Schwarzburg, Hirschfeld und ich in Leipzig meist in der Restauration von Baarmann zusammen, wo wir in kleinem Kreise, dem sich noch der Erbprinz Bernhard von Meiningen, dessen Gouverneur der Hauptmann Freiherr von Schleinitz (den ich vom 2. Garde-Regiment her kannte, wo ich als Fähnrich und junger Offizier stand)*) und stud. jur. Theodor Distel anschlossen, der als Studiengenosse der beiden Prinzen und als liebenswürdiger und amüsanter Gesellschafter von Allen geschätzt war. Es waren anregende Stunden, die wir gemeinsam dort verlebten und die Unterhaltung drehte sich überwiegend um das Theater, dem namentlich der Erbprinz von Meiningen, gleich wie sein Erlauchter Vater, mit ganzem Herzen und vollem Verständniss ergeben war. Mit Distel, der später Königl. Archivrath in Dresden wurde, schloss ich gleichfalls einen engen Freundschaftsbund, der sich in allen Lebenslagen treu bewährte und auch bis zu unserem Tode Bestand haben soll“

Er trat nach dem Studium in den Archivdienst des Königreichs Sachsen ein und wurde 1883 zum Archivrat am Hauptstaatsarchiv Dresden ernannt.
Er verfasste zahlreiche Veröffentlichungen zur Landesgeschichte Sachsens und hatte sich als Rechtshistoriker auf die alten Schöffengerichte spezialisiert. Distel war auch Autor der Allgemeinen Deutschen Biographie. Krankheitsbedingt schied er 1907 als Staatsarchivar aus dem Dienst und wurde nach seinem Tod im Familiengrab der Familie Souchay in Lübeck bestattet. Das klassizistische Grabmal ist ein Werk des Architekten Joseph Christian Lillie, entstanden um 1814, und steht unter Denkmalschutz.

## Familie

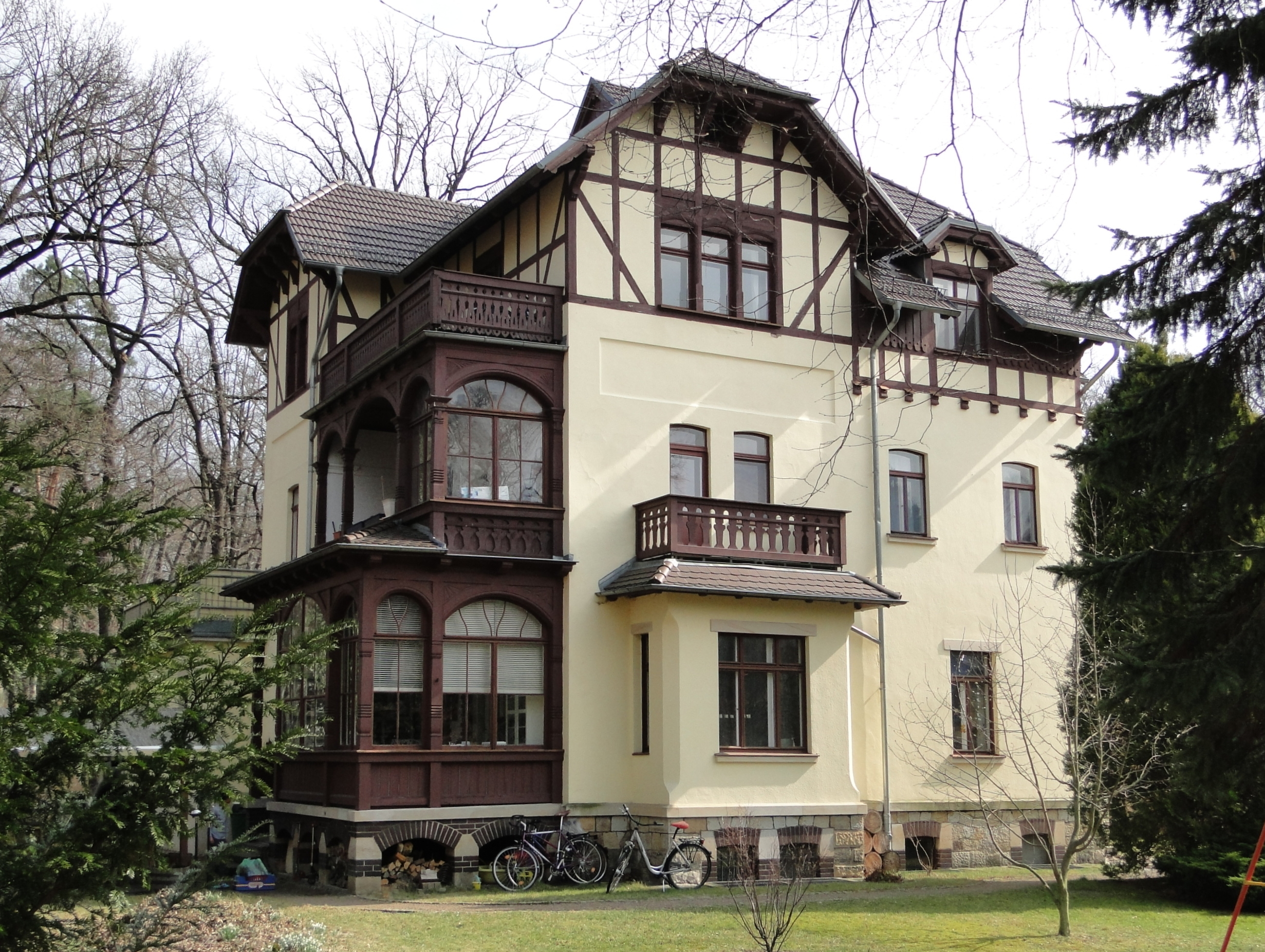
Villa Distelheim in Blasewitz

Theodor Distel heiratete Theodora (Dora), geb. Souchay (1857–1945). Seine Frau entstammte dem Lübecker Zweig der erfolgreichen hugenottischen Kaufmannsdynastie Souchay. Sie war eine Tochter von Marc André Souchay (1824–1880) und seiner Frau Mathilde, geb. Irsengarten (1829–1916). Theodor Souchay war ihr Großonkel. Aus der Ehe von Theodor und Dora Distel gingen zwei Töchter hervor. Hilde Distel (1880–1917) war Sängerin und blieb unverheiratet. Die zwei Jahre jüngere Lilly Distel war Pianistin und heiratete früh nach Lübeck. Beide Schwestern waren ungewöhnlich musikbegabt. Sie wuchsen gemeinsam mit den Brüdern Paul und Carl Ehrenberg, die früh ihre Mutter verloren hatten, in der Villa Distelheim in Blasewitz auf.

### Die Distels, die Ehrenbergs und die Familie Mann

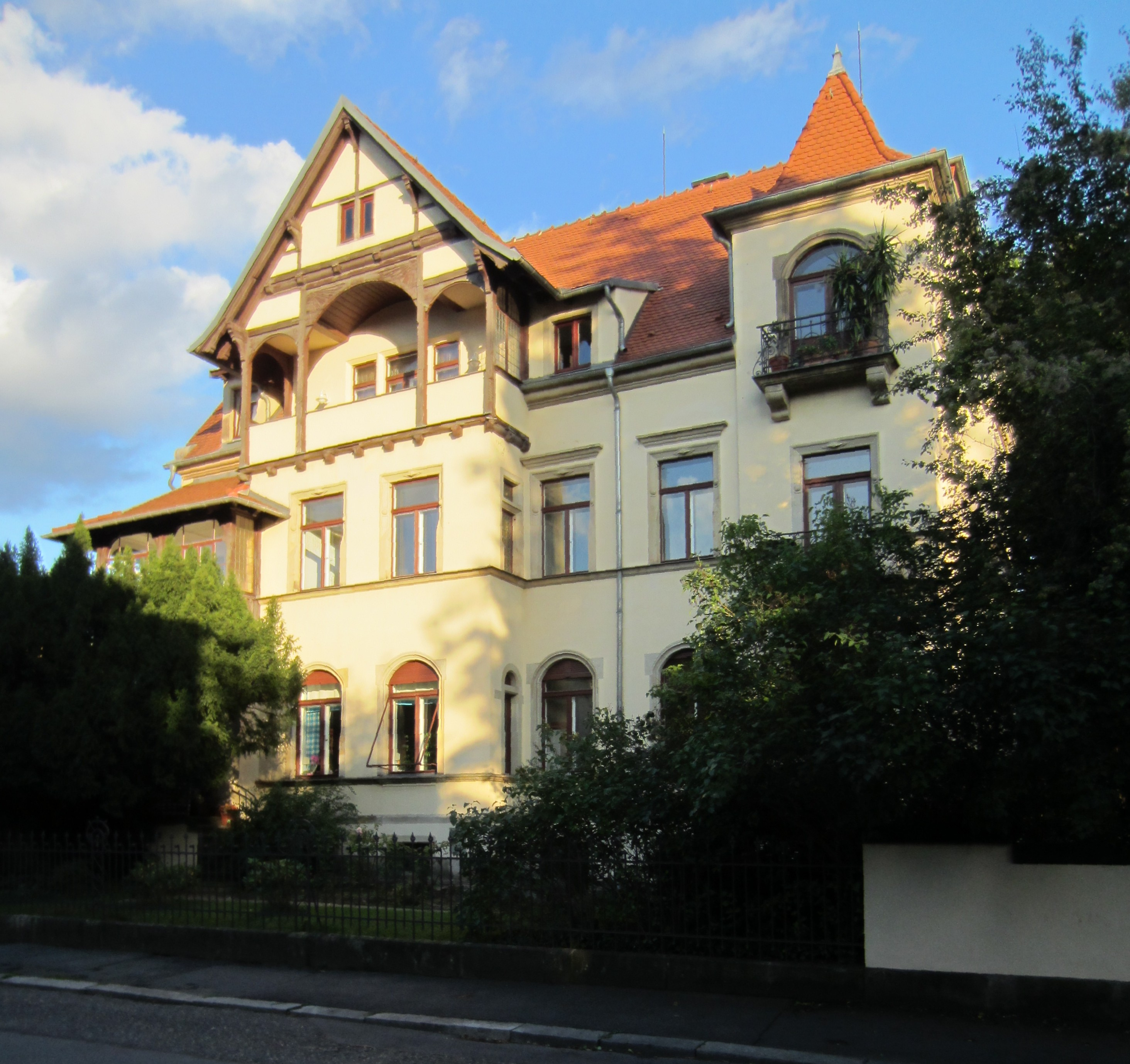
Haus Regerstraße 27 in Blasewitz, Wohnung von Elisabeth Mann

Theodor Distels älteste Tochter Hilde war eine Jugendfreundin von Thomas Manns Schwester Julia.
In der Johannstraße 15 in Dresden, der heutigen Regerstraße 27, lebte nach ihrer zweiten Scheidung Julias Tante Elisabeth mit ihren Kindern Alice und Henry. Als Julia Mann einen Besuch dort machte, lernte sie die weitläufig verschwägerte Familie Distel, die in der Nähe wohnte, kennen. Später vermittelte sie wohl auch die Bekanntschaft der Familie des Staatsarchivars Theodor Distel, in der auch die Brüder Carl und Paul Ehrenberg lebten, mit ihrem Bruder Thomas.
Infolgedessen konnte sich Thomas Mann 1902 bei Hilde Distel nach den Einzelheiten des Mordes in der Trambahn an dem Musiker Gustav Adolf Gunkel (1901) erkundigen, die er dann Jahrzehnte später im Doktor Faustus verwertete; auch Thomas Manns Korrespondenz mit ihrer Schwester Lilly findet so seine Einordnung. Paul Ehrenberg hatte von 1899 bis 1904 eine intensive Freundschaft mit Thomas Mann. Diese Freundschaft mit ihrer unerfüllten Homoerotik beschäftigte Thomas Mann noch bis ins hohe Alter, in dessen Tagebuch Ehrenberg als die „zentrale Herzenserfahrung meiner 25 Jahre“ bezeichnet wird. Er ist das Modell des Rudi Schwerdtfeger im Roman Doktor Faustus.

### Die Distels und Wilhelm Furtwängler
Der überlieferte Briefwechsel zwischen Mutter Dora in Dresden und Tochter Lilly als Salonnière in Lübeck ist beredtes Dokument der frühen Jahre Wilhelm Furtwänglers und seiner ersten Dirigentenstelle in Lübeck.

## Auszeichnungen
- Ritter des Greifenordens (1888)[8]
- Oldenburgischer Haus- und Verdienstorden des Herzogs Peter Friedrich Ludwig, Ritter 2. Klasse
- Herzoglich Sachsen-Ernestinischer Hausorden, Ritter 2. Klasse
- Friedrichs-Orden, Ritter I. Klasse[9]
- Württembergische Jubiläums-Erinnerungsmedaille